# Лаврін Ратомський
Лаврін Костянтинович Ратомський гербу Столобот (нар. перша пол. XVI ст. — пом. 1594) — остерський староста.

## Біографія
Народився в родині остерського старости Костянтина Ратомського, який обіймав цю посаду в 1552–1562 рр., та його дружини княгині Соломирецької. Після смерті батька її обійняв Філон Кміта, який за ратні заслуги отримав «вічне право» на Чорнобиль, а замість нього 20 березня 1566 р. на неї королівським привілеєм був призначений «дворанин и ротъмистр» Лаврін Ратомський.
На часи правління Ратомського припала активізація діяльності місцевого боярства, які почали звертатись за старостинськими листами для осадження нових і на підтвердження старих володінь. Новий староста почав активно роздавати їх на численні остерські «пустки» боярам Шульгам, Толкачам, Жукинським, Яцковичам (Рожновським) та іншим. 
Ситуація на кордоні з Московським царством де знаходилось Остерське староство залишалось напруженим все XVI cт. через те що сусідні Чернігово-Сіверщина та Брянщина після литовсько-московської війни 1500—1503 рр. перейшли під контроль Москви. Не дивлячись на числені спроби повернути території, вони всі були невдалими. Втім набіги на московські землі стали регулярними, особливо після приходу до влади Лавріна.
В цей час Остерський замок став локальним центром колонізації з огляду на великий приплив шляхти та козаків, які в великих кількостях осаджували незаселені терени в тому числі й з московського боку. Через це під кінець XVI ст. московська влада на цих землях була номінальною і часто не розповсюджувалась за межі укріплень, а з новими переселенцями частішали напади:
и в Севере в Черниговском уезде многими землями, переходя за рубеж, завладели и многие волости за пустошили, приходя без пристани воинским обычаем за рубеж бортников и севрюков бьют и грабят, и до смерти побивают, и детеи боярскихъ многих, приезжая на их поместя, грабят.
Крім місцевого боярства нові маєтності в Остерському старостві отримували та купували шляхтичі-переселенці з Польщі, Волині та Київщини, чому новий староста активно сприяв.
В 1580 р. брав участь в карачевському поході під проводом князя Михайла Вишневецького на чернігово-сіверські та брянські землі, які тоді були під владою Москви. В честь чого був згаданий в польськомовній жалобній поемі «Epicedion» авторства Білецького:
Тож староста остерський зі своїми лицарями,
Він приєднався до князя в одне товариство,
Красою і хоробрістю, величний лицарський муж,
Старовинного роду, він Лаврин Ратомський.
Оригінальний текст (пол.)
Więc Starosta Ostrzycki, k nim swoie Rycerstwo,
Przyłączyl ku Książęcem, w iedno towarzystwo,
Urodą y dzielnośćią, wielki mąż Ryceski,
Starożytnością domu, on Lawryn Ratomski.
В 1593 р. позбавив Юрія Рожновського володінням яке надав його батьку за участь в повстанні Косинського, але водночас взяв його до себе на службу. Пізніше той скориставшись довірою його сина Михайла викраде документи представників згаслого роду Половців-Рожиновських, і фальсифікувавши засвідчувальні листи від імені Лавріна та інших шляхтичів оголосить себе нащадком князівського роду.
3 липня того ж року Лаврін Ратомський за підтримки гетьмана Криштофа Радзивілла отримав королівський привілей згідно з яким «староство Острское зо всими того староства приналежностями» переходило його сину Михайлу. Втім 15 травня 1594 р. король вирішив віддати староство своєму дворянинові Себастьяну Собеському, яке мало відійти йому після смерті Лавріна. Але втримати його той не зміг, і врешті воно повернулось назад до Михайла який володів ним до своєї смерті в 1626 р. Останній не мав синів, тому на ньому династія остерських старост Ратомських закінчилась.
Похований в родинному гробівцю в Пречистенській церкві в Вільні.

## Маєтності
Володів селом Козари на кордоні з Московським царством.

## Родина
Двічі одружений. Перша дружина — Софія Тишкевич; з нею мав сина Михайла. Друга дружина — княгиня Олена Друцька-Горська; з нею мав синів Костянтина й Григорія, а також кілька доньок.